# Komorani
Komorani är en ort i Bosnien och Hercegovina.   Den ligger i entiteten Federationen Bosnien och Hercegovina, i den sydvästra delen av landet, 110 km väster om huvudstaden Sarajevo. Komorani ligger 715 meter över havet och antalet invånare är 257.
Terrängen runt Komorani är kuperad åt nordväst, men åt sydost är den platt.Närmaste större samhälle är Zabrišće, 2,0 km söder om Komorani. 
Omgivningarna runt Komorani är en mosaik av jordbruksmark och naturlig växtlighet. Runt Komorani är det ganska tätbefolkat, med 93 invånare per kvadratkilometer.